# Torpeda Mark 28
Torpeda Mark 28 – amerykańska elektryczna torpeda samonaprowadzająca kalibru 533 mm z czasów II wojny światowej z pasywnym naprowadzaniem akustycznym. Skonstruowana do zwalczania nawodnych okrętów eskorty, Mark 28 (Mk 28) była jedyną samonaprowadzającą się torpedą tego kalibru, użytą przez amerykańską marynarkę wojenną podczas wojny na Pacyfiku w trakcie II wojny światowej. Wyposażona w głowicę bojową o masie 265 kilogramów, torpeda Mk. 28 została czternastokrotnie użyta przez amerykańskie okręty podwodne przeciw japońskim okrętom eskortowym, przy uzyskaniu czterech trafień.
Produkowana w dalszym ciągu po wojnie, w roku 1960 została wycofana ze służby na rzecz Mark 37.

## Rozwój torpedy
W czasie gdy Wydział 6. National Defense Research Committee (NDRC) oraz wiele placówek cywilnych i marynarki wojennej zaangażowanych było w rozwój lotniczej torpedy przeciwpodwodnej Mark 24 „Fido”, naukowcy biorący udział w programie zasugerowali przeprowadzenie dodatkowych eksperymentów z systemami akustycznego pomiaru odległości i kierunku oraz dodanie systemu akustycznej kontroli do standardowych torped marynarki. Jednak pod koniec 1942 roku wszystkie amerykańskie testowe poligony torpedowe pracowały według napiętego terminarza, toteż odpowiadając na list dr Johna Tate’a, fizyka z Uniwersytetu Minnesoty będącego w tym czasie szefem Wydziału 6., koordynator badań i rozwoju US Navy wiceadmirał Julius Furer zaznaczył, że propozycja musi zostać starannie rozważona przed udzieleniem jej priorytetu nad innymi toczącymi się programami torpedowymi. Kierujące programami zbrojeniowymi marynarki Bureau of Ordnance, odłożyło w rzeczywistości propozycję ad acta, do momentu odkrycia, że III Rzesza przymierza się do wprowadzenia do służby akustycznie kontrolowanej torpedy G7es „Falke”. W kwietniu 1943 roku marynarka amerykańska w pośpiechu rozpoczęła prace nad dostosowaniem standardowej torpedy do kierowania akustycznego, wysyłając dwa egzemplarze Mark 18 do Harvard Underwater Sound Laboratory (HUSL) w Cambridge w stanie Massachusetts, w celu użycia ich w pracach nad torpedą naprowadzaną akustycznie.
Pierwszym zadaniem, jakie postawiło przed sobą HUSL, była instalacja w przedzie torpedy na miejscu głowicy bojowej hydrofonów, wzmacniaczy i urządzeń zapisujących dźwięk, celem pomiaru i określenia szumów własnych torpedy w warunkach operacyjnych. W rezultacie tych prac nie tylko uświadomiono sobie wysoki poziom hałasu generowanego przez Mk 18, lecz także lepiej zrozumiano rolę odgrywaną przez kawitację generowaną przez pędnik. Razem z innymi znanymi już ówcześnie źródłami hałasów własnych, tworzyła ona wystarczająco dużo podstaw dla mającego już długą historię sceptycyzmu wobec wykonalności kontroli akustycznej dla torped poruszających się z dużymi prędkościami. Mimo wszystko, naukowcy HUSL zdolni byli osiągnąć akceptowalne zmniejszenie poziomu hałasu przez izolację przekładni wału napędzającego śrubę oraz przez dodanie redukującej hałas uszczelki między sekcją nosową torpedy a jej korpusem, eliminując w ten sposób kontakt między tworzącymi je metalami.
Po intensywnych pracach nad zwiększeniem sprawności hydrofonów, naukowcy byli też w stanie opracować konstrukcję urządzenia odróżniającego dźwięki napływające z czoła wzdłuż osi hydrofonu, od dźwięków napływających z tyłu wzdłuż osi torpedy. Do końca 1944 roku, kombinacja tych modyfikacji z rozwojem nowego czterokanałowego wzmacniacza umożliwiła konstrukcję torpedy akustycznej zdolnej do operowania przy prędkości 28 węzłów.
W międzyczasie jednak, równoległe studia prowadzone przez HUSL i Bell Labs przekonały inżynierów, że wykonalną jest produkcja torped akustycznych operujących z prędkością 20 węzłów przy użyciu jedynie jednej śruby, co eliminowało w całości problem hałasów generowanych przez przekładnię. Wobec powyższego, zdecydowano się skierować do produkcji nową torpedę Mark 28 na aktualnym etapie jej rozwoju, powierzając jej produkcję przedsiębiorstwu Western Electric, która jeszcze przed zakończeniem wojny dostarczyła marynarce kilkaset sztuk tego pocisku, zbyt późno jednak aby mogły być w znaczącej liczbie użyte bojowo podczas kończącego się już konfliktu.
Zapoczątkowane jednak wcześniej prace badawcze były dalej kontynuowane, dzięki czemu inżynierowie Bell Labs oraz Western Electric opracowali konstrukcję następcy Mk 28, oznaczonego jako Mark 29, zdolnego do pracy przy prędkości 25 węzłów.

## Konstrukcja
Mark 28 była wystrzeliwaną spod wody torpedą ciężką przeznaczoną dla okrętów podwodnych w celu zwalczania jednostek nawodnych przeciwnika. Średnica torpedy o wadze 2800 funtów (1270 kg) wynosiła 533 mm, z głowicą z ładunkiem HBX o masie 585 funtów (265 kg) i zapalnikiem kontaktowym Mk 14 Mod 2. Przy długości 6,2 metra zdolna była do rozwinięcia maksymalnej prędkości operacyjnej wynoszącej 19,6 węzła oraz utrzymania jej na dystansie 4000 jardów (3657 metrów). Silnik elektryczny torpedy Mk 28 zasilany był z baterii aktywowanej wodą morską. Według niektórych źródeł torpeda dysponowała bezwładnościowym układem naprowadzania sterującym torpedą na pierwszym etapie po wystrzeleniu, przed uruchomieniem się systemu akustycznego. Jakkolwiek brak jest potwierdzenia tej informacji w innych źródłach, wydaje się ona prawdopodobna, zważywszy na duży zasięg torpedy oraz fakt, że konstrukcja Mk 28 oparta została na projekcie kontrolowanej bezwładnościowo torpedy Mk 18.

## Użycie
Do końca II wojny światowej Western Electric dostarczyła marynarce amerykańskiej kilkaset sztuk Mk 28, jednak w warunkach bojowych została wystrzelona jedynie niewielka ich liczba – 14 sztuk, z czego osiągnięto 4 trafienia. Sama torpeda była jednak produkowana w dalszym ciągu po zakończeniu wojny – do roku 1960, kiedy to pocisk ten został wycofany ze służby i zastąpiony przez Mark 37, dostarczono marynarce około 1750 sztuk.